# Emil Hurezeanu
Emil Hurezeanu (născut Emilian-Horațiu Hurezean; n. 26 august 1955, Sibiu, România) este un scriitor și publicist român, care a lucrat ca jurnalist în secția română a Radio Europa Liberă. După reîntoarcerea în România, s-a remarcat ca realizator de televiziune și comentator pe subiecte politice. Apoi a fost ambasador al României în Germania. Din 2021 a fost ambasadorul României în Austria. În perioada 23 decembrie 2024 - 23 iunie 2025 a ocupat funcția de Ministru al Afacerilor Externe în Guvernul Marcel Ciolacu (2)

## Biografie
Între 1975 și 1979 a urmat cursurile Facultății de Drept din cadrul Universității Babeș-Bolyai din Cluj. Din 1976 a fost redactor la revista Echinox, iar din 1978 a ocupat postul de secretar de redacție, publicând poezii și critică literară, alături de scriitorii Marian Papahagi, Ion Vartic, Ion Pop și Mircea Zaciu. După terminarea facultății, în 1979, își adună poeziile în volumul Lecția de anatomie, apărut la Editura Dacia din Cluj și distins un an mai târziu cu Premiul de Debut al Uniunii Scriitorilor. Tot în timpul studiilor este membru fondator al trupei de teatru Ars Amatoria, jucând în câteva piese care parodiau sistemul.
Își începe cariera de jurisconsult în 1980 în 10 sate din zona Sebeș-Alba, unde lucrează timp de un an. În 1981 se angajează ca librar în Sibiu, renunțând în scurt timp și la acest post. În același an, Ana Blandiana, în calitate de câștigătoare a Premiului Herder, oferă bursa redacției Echinox, iar aceasta îl nominalizează pe Hurezeanu. Pentru a putea primi pașaport, este nevoit să se angajeze ca avocat la Mediaș. Reușește să obțină pașaportul și, la 1 noiembrie 1982, pleacă la Viena.
După terminarea celor două semestre ale bursei Herder ajunge la München unde se angajează ca redactor la Radio Europa Liberă, post pe care îl va ocupa din 1983 până în 1994. Debutează cu un articol despre țiganii din România, iar apoi traduce din revista Geo. În octombrie 1983 primește azil politic în Republica Federală Germania. În aceeași perioadă începe să scrie cronici politice, iar la moartea lui Emil Georgescu îi ocupă locul la rubrica Actualitatea românească. Totodată devine consultant de specialitate pentru diverse posturi de radio și televiziune europene. În 1985 primește o bursă la Universitatea Charlottesville din Virginia, Statele Unite ale Americii, unde studiază științe politice. Întors în Germania, își continuă studiile la universități americane din Europa, până la masteratul pe care și-l susține la Boston în Relații Politice Internaționale și Strategice.
Activitatea sa în afara țării a avut rolul de a irita Securitatea. Familia sa a fost supravegheată ani la rând. Fratele său, Mihai Hurezeanu, a fost bătut în închisoare sub pretextul că nu avea buletin, fiind eliberat abia după o săptămână, timp în care familia îl declarase decedat. Mama sa a fost trimisă de două ori în Germania pentru a-l convinge să se întoarcă în țară sau, cel puțin, să nu mai scrie împotriva regimului, sfat pe care Hurezeanu nu îl va asculta, semnând în aprilie 1989 un apel colectiv pentru liberalizarea vieții culturale din România.
În 1990 se întoarce în România și participă la „Fenomenul Piața Universității”, fiind în continuare salariat al postului de radio Europa Liberă. În primăvara lui 1994, Emil Hurezeanu devine director al departamentului românesc pentru scurt timp (până la finele lui decembrie), după care pleacă la Köln (din ianuarie 1995) pentru a lucra ca director al secției române de la Deutsche Welle, unde scrie editoriale politice. Radio Europa Liberă se mută în iunie 1995 la Praga. Hurezeanu continuă să colaboreze cu acest post de radio. Rămâne salariat la Deutsche Welle până în 2002, când se întoarce definitiv în România.
În 1998, în timp ce este director al secției române a Deutsche Welle, este acuzat în mai multe scrisori trimise de cetățeanul de origine română Vasile Negara de colaborare cu Securitatea și că ar fi fost agent infiltrat al regimului comunist în redacția Europei Libere. Emil Hurezeanu îl acționează în judecată și câștigă procesul pe 5 ianuarie 1999.
Timp de cinci sezoane este realizatorul emisiunii România mea la postul de televiziune Antena 1, emisiune distinsă cu Premiul APTR 2003, secțiunea talk-show. Din 2005 realizează, alături de Cristian Tudor Popescu, emisiunea Cap și pajură la Realitatea TV. Își continuă cariera în radio prin realizarea emisiunii Interviurile Europa FM la postul cu același nume.
În martie 2003 devine consilier personal al primului ministru din acea vreme, Adrian Năstase, pe probleme de analiză politică a unor fenomene externe, demisionând din această funcție după șase luni.
În România publică și două volume de eseuri politice, Între câine și lup (1996) și Cutia Neagră (1997), pentru cel din urmă primind Premiul pentru Publicistică al Uniunii Scriitorilor din România. În 1998 devine „cetățean de onoare” al Sibiului.
În februarie 2006 a fost numit director al ziarului România Liberă. La 1 februarie 2009 a devenit președinte al trustului media Realitatea-Cațavencu.
Din 2015 până în 2021 a fost ambasador al României în Germania, după care a fost numit ambasador al României în Austria.

## Publicații
- Așezări sătești cu biserici fortificate din Transilvania, Editura Vellant, 2009
- Pe trecerea timpului. Jurnal politic românesc 1996-2015, 2015 [9]

- Streiflicht – Eine Auswahl zeitgenössischer rumänischer Lyrik (81 rumänische Autoren), - "Lumina piezișă", antologie bilingvă cuprinzând 81 de autori români în traducerea lui Christian W. Schenk, Dionysos Verlag 1994, ISBN 3-9803871-1-9